# Mesonitys hecqui
Mesonitys hecqui är en insektsart som beskrevs av Schmidt 1913. Mesonitys hecqui ingår i släktet Mesonitys och familjen Eurybrachidae. Inga underarter finns listade i Catalogue of Life.